# Trubaduren (fyr)
Trubaduren är en kassunfyr som 1965 ersatte fyrskeppet Vinga fyra distansminuter söder om Vinga.  Fyren står på ett 10 meter djupt grund i närheten av det tidigare fyrskeppets position.

## Fyrens namn
Fyrens namn är hyllning till skalden och trubaduren Evert Taube, som växte upp på Vinga.

## Vinga fyrskeppsstation
Fyrskeppet ankrades på 50 meters djup i öppna sjön, sex distansminuter sydväst om Vinga fyr. Det utgjorde angöringspunkt för den trafik söder- eller västerifrån som inte ville använda den trånga Vingaleden. Endast ett fyrskepp, nr 32 Fladen tjänstgjorde hela tiden 1929-1965. Hon byggdes 1926 på Helsingborgs Varfs AB med en l.ö.a på drygt 34 meter samt en bredd av 8 meter. Fyrskeppets senare öde har varit bland annat att fungera som bostad för studerande vid Skeppsholmens folkhögskola.